# John Campbell, 2:e hertig av Argyll

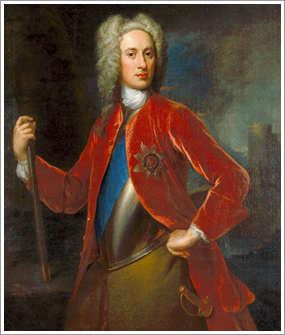
John Campbell, 2:e hertig av Argyll.

John Campbell, 2:e hertig av Argyll och hertig av Greenwich, född den 10 oktober 1678, död den 4 oktober 1743, var en skotsk militär och politiker, son till Archibald Campbell, 1:e hertig av Argyll, bror till Archibald Campbell, 3:e hertig av Argyll.
Argyll stod i hög gunst hos Vilhelm III och erhöll 1694 av denne befälet över ett regemente samt deltog med mycken utmärkelse i spanska tronföljdskriget, framför allt i slagen vid Ramillies 1706, Oudenaarde 1708 och Malplaquet 1709. 
Sistnämnda år utnämndes han till generallöjtnant och gjorde sig av personliga skäl till tolk för missnöjet mot Marlborough. 1712 blev han högste befälhavare i Skottland, motarbetade där ivrigt jakobiternas planer och spelade i London en ledande roll vid Georg I:s proklamering som kung efter drottning Annas död 1714, varefter han 1715-1716 kuvade den skotska resningen mot huset Hannover. 
Campbells politiska bana i England utmärktes av tvära omkastningar, beroende på hans lättretliga högdragenhet. Såsom Walpoles hätske fiende bidrog han till dennes störtande, utnämndes av den nya regeringen till fältmarskalk, men nedlade 1742 sina ämbeten, då han ej lyckades bli högste befälhavare över hela armén. Trots sitt missnöje motstod Campbell dock den stuartske pretendentens försök att för sina planer vinna hans mäktiga inflytande i Skotska högländerna.